# Joseph Bösch

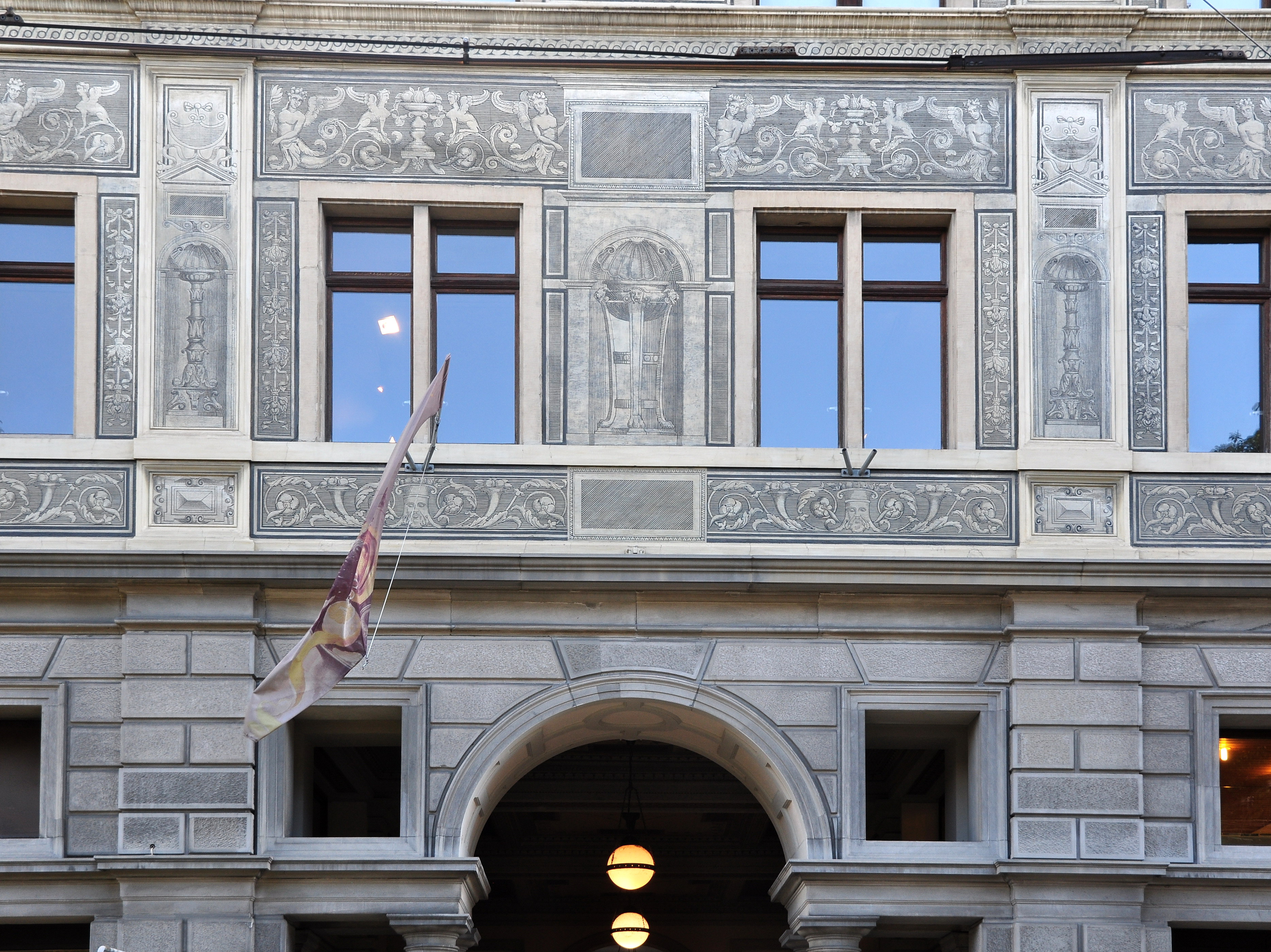
Rückseite des Rathauses in Winterthur

Joseph Bösch (geb. 11. Mai 1839 in Ebnat; gest. 10. November 1922 in Weesen) war ein Schweizer Architekt, der – als Semper-Schüler stark von diesem beeinflusst – ab 1871 bis 1875 Stadtbaumeister von Winterthur war und dann Professor am neugegründeten Technikum wurde.

## Ausbildung und Karriere
Nach einer Lehre als Zimmermann und Schreiner studierte Bösch als einer der ersten Studenten Sempers und der Hochschule 1858 bis 1861 am Polytechnikum in Zürich. Nach dem Diplom bei Semper erhielt er bei ihm bis 1865 eine Anstellung; er arbeitete dort als Bauführer für den Innenausbau des Hauptgebäudes der gerade neu gegründeten Hochschule sowie für die angegliederte Sternwarte. Ab 1866 war er für drei Jahre Bauführer der Schweizerischen Nordostbahn. Es schlossen sich Studienaufenthalte in Wien und Budapest an. 1871 wurde er zum Stadtbaumeister von Winterthur ernannt, ein Amt, das er bis 1875 bekleidete. Anschliessend wurde er für dreissig Jahre bis zur Emeritierung Professor am 1874 neugegründeten Technikum Winterthur.
Böschs Entwürfe – als Hauptwerke sind der Umbau des Alten Rathauses und des Schulhauses Neuwiesen zu nennen – zeigen den starken Einfluss Sempers. Das Rathaus etwa, das nach dem Bau des Stadthauses neuen Nutzungen zugeführt wurde, erhielt Sgraffiti ganz im Sinne der bauhistorischen Annahmen Sempers, Pompeji betreffend, und verwendet ansonsten Neorenaissanceformen. Auch als Architekturlehrer am Technikum befasste er seine Schüler vorwiegend mit dem Studium der Antike und der Renaissance.

## Werke (Auswahl)
- Mechanische Seidenstoffweberei, Winterthur 1872–73
- Rathaus Winterthur, Umbau, Winterthur 1872–74
- Schulhaus Neuwiesen, Winterthur 1875–76
- Wohnhaus Bösch, Winterthur 1882
- Ökonomiegebäude, Tänikon 1883–88
- Mehrfamilienhaus, Heiligbergstr 28, Winterthur 1887
- Reformierte Kirche Sulgen, Renovation und Kirchturm, Sulgen 1887–89

## Belege
1. ↑  Bösch begann im insgesamt vierten Jahr der Hochschule sein Studium, im 1. Kurs war er damit der 14. Student. Martin Fröhlich: Gottfried Semper als Entwerfer und Entwurfslehrer : Materialien zur Entwurfslehre im 19.Jahrhundert aus dem Zürcher Semper-Archiv. Zürich 1974. S. 246

| Personendaten    | Personendaten       |
| ---------------- | ------------------- |
| NAME             | Bösch, Joseph       |
| KURZBESCHREIBUNG | Schweizer Architekt |
| GEBURTSDATUM     | 11. Mai 1839        |
| GEBURTSORT       | Ebnat SG            |
| STERBEDATUM      | 10. November 1922   |
| STERBEORT        | Weesen              |